# 36.º Prêmio Angelo Agostini
O 36.º Prêmio Angelo Agostini (também chamado Troféu Angelo Agostini) foi um evento organizado pela Associação dos Quadrinhistas e Caricaturistas do Estado de São Paulo (ACQ-ESP) com o propósito de premiar os melhores lançamentos brasileiros de quadrinhos de 2019 em diferentes categorias.

## História
Devido à pandemia de COVID-19, a cerimônia de premiação, que estava originalmente programada para junho de 2020 no Memorial da América Latina, foi suspensa (assim como a maioria das atividades culturais do país). Por conta disso, os organizadores do evento optaram por aguardar uma nova data para iniciar a votação, que só veio a ocorrer em janeiro de 2021. Ainda assim, formalmente, este edição é considerada como sendo a de 2020.
Assim como na edição anterior, foi divulgada uma uma relação de indicados em cada categoria (até a edição de 2018 a cédula de votação não trazia indicação de nomes, cabendo a cada votante escrever seu escolhido). Os indicados foram divulgados em 10 de janeiro de 2021 no blog oficial da ACQ-SP, iniciando no dia seguinte a votação popular, que ocorreu até 31 de janeiro. A votação foi aberta a qualquer pessoa através de um formulário de votação dentro do sistema do Google Formulários.
Nesta edição, a categoria Mestre do Quadrinho Nacional, que havia sido votada pelo público na edição anterior, voltou a ser de escolha exclusiva da comissão organizadora. Além disso, foi criada a categoria "melhor lançamento infantil". Por fim, a categoria "melhor cartunista/caricaturista" teve mais uma alteração de nome (era apenas "melhor cartunista" até mudar para esse nome na última edição), passando a ser chamar "melhor cartunista, chargista ou caricaturista".
A cerimônia de entrega de troféus foi realizada de forma virtual em 13 de fevereiro de 2021, no canal oficial da AQC no YouTube.

## Prêmios
| Categoria                              | Vencedor(es)                                                                         | Outros indicados |
| -------------------------------------- | ------------------------------------------------------------------------------------ | --- |
| Mestre do Quadrinho Nacional           | Aparecido Norberto                                                                   | Eleitos pela comissão organizadora |
| Mestre do Quadrinho Nacional           | Crau da Ilha                                                                         | Eleitos pela comissão organizadora |
| Mestre do Quadrinho Nacional           | Maria da Graça Maldonado                                                             | Eleitos pela comissão organizadora |
| Mestre do Quadrinho Nacional           | Ykenga                                                                               | Eleitos pela comissão organizadora |
| Desenhista                             | Shiko Três Buracos (Mino)                                                            | - Al Stefano (Salseirada / Zapata) - Alex Rodrigues (Último Assalto / Zapata) - Fefê Torquato (Tina: Respeito / Panini) - Jefferson Costa (Roseira, Medalha, Engenho e Outras Histórias / Pipoca & Nanquim) - Marcel Bartholo (Necromante / Skript) - Mario Cau (Monstruário vol. 2 / Jupati) - Orlandeli (O Mundo de Yang: Rumo ao Sul / independente) - Renato Dalmaso (O Elísio: Uma Jornada ao Inferno / AVEC) |
| Roteirista                             | Fefê Torquato Tina: Respeito                                                         | - Alex Mir (Orixás: Ikú) - Aline Zouvi (Pão Francês) - Daniel Esteves (Último Assalto) - Eric Peleias (Como Fazer Amigos e Enfrentar Fantasmas) - Jefferson Costa (Roseira, Medalha, Engenho e Outras Histórias) - Lillo Parra (O Cramulhão e o Desencarnado) - Mário César (Bendita Cura 2) - Milena Azevedo (Penpegusa) - Shiko (Três Buracos) |
| Lançamento                             | Contos dos Orixás Hugo Canuto (Ébórá Comics Group)                                   | - Gibi de Menininha 2: O Faroeste É Mais Embaixo (Germana Viana, org. / Zarabatana) - Monstruário vol. 2 (Lucas Oda e Mario Cau / Jupati) - Mulheres e Quadrinhos (Dani Marino e Laluña Machado, orgs. / Skript) - Pão Francês (Aline Zouvi / Incompleta) - Roseira, Medalha, Engenho e Outras Histórias (Jefferson Costa / Pipoca & Nanquim) - Salseirada (Al Stefano / Zapata) - Tina: Respeito (Fefê Torquato / Panini) - Três Buracos (Shiko / Mino) |
| Troféu Jayme Cortez                    | Butantã Gibicon                                                                      | - 3º HQ Fest Indaiatuba - Amazonia Comic Con, Belém do Pará - Dia do quadrinho Nacional Biblioteca Zink - Fanzinada - Festival Guia dos Quadrinhos - IIIº Sketchcon ed. Criativo - Jornadas internacionais de HQ (ECA-USP) - PerifaCon - Poc Con - Santos Comic Expo - Santos Criativa Festival Geek |
| Fanzine                                | Vigilante Rodoviário Paulo Kobielski                                                 | - Animais Felizes e Gays (Ellie Irineu) - Anzine (Fanzinoteca IFF Macaé) - Belém 2019 (Emmanuel Thomaz) - Comer É um Ato Político (Iasmim Mozer e Sara Gaspar) - DRX (Coletivo Açaí Pesado) - O Mágico Se e o Caminho do Saber (Estúdio do Mágico Se) - Profecia (Jerry Adriani Souza) - Tchê nº 43 (Denilson Reis) - Zinemin (Paulo Corrales) |
| Cartunista, chargista ou caricaturista | Laerte Coutinho                                                                      | - Angeli - Bennet - Carlos Latuff - Carol Andrade - Carol Ito - Dahmer - Duke - Gilmar Machado - Luis Carlos Fernandes - Marcio Baraldi - Orlandeli - Renato Aroeira - Rodrigo Brum |
| Lançamento independente                | Orixás: Ikú Alex Mir                                                                 | - A Cabana (Carol Favret , Caru Moutsopoulos e Gustavo Novaes) - Histórias Passageiras (Edu Dieb e outros artistas) - Hologramas (Eliane Bonadio e Gio Guimarães) - O Cramulhão e o Desencarnado (Gilmar Machado e Lillo Parra) - O Incrível Ataque das Terríveis Abobrinhas Mutantes Zumbis Comedoras de Cérebros (Tiago Holsi) - Rancho do Corvo Dourado (Cris Camargo) - Redenção (Carlos Estefan e Pedro Mauro) - Último Assalto (Daniel Esteves e Alex Rodrigues) - São Francisco (Gabriela Güllich e João Velozo) - VHS: Video Horror Show (Fernando Barone e Rodrigo Ramos) |
| Web quadrinho                          | Capirotinho Guilherme Infante                                                        | - As Crônicas de Wesley (Wesley Mercês Silva) - Batatinha Fantasma (Carol Borges e Filipe Remedios) - Bendita Cura (Mário César) - Bittersweet (Mary Cagnin) - Cartumante (Cecília Ramos) - Depósito do Wes (Wesley Samp) - O Abismo (Má Matiazi) - Petisco (coletivo) - Políticas (organizado por Carol Ito) - Porto Alegre em Quadrinhos (Pablito Aguiar) - Razão x Emoção (Guilherme Bandeira) - Valkíria: Guerra Fria (Alex Mir) - Quadrinhos de Helô D'Angelo (Helô D'Angelo)                                                                                                 |
| Colorista                              | Mary Cagnin Bittersweet (independente)                                               | - Amaury Filho (Nas Profundezas da Loucura / Skript) - Danilo Freitas (Montruário vol. 2 / Jupati) - Fabi Marques (Eu Sou Lume / Guará) - Marcel Bartholo (Necromante / Skript) - Marcelo Costa (Fuji e Mikito / Mino) - Omar Viñole (Orixás: Ikú / independente) - Rafael Torres (Simultâneo / independente) - Renato Dalmasi (O Elísio: Uma Jornada ao Inferno / AVEC) |
| Lançamento infantil                    | Como Fazer Amigos e Enfrentar Fantasmas Gustavo Borges e Eric Peleias (independente) | - A Casa da Lua Cheia (Natália Vulpes) - A Menina e o Guardião (Bárbara Machado) - A Princesa Astronauta Fantasma (Ricardo J. Souza) - A Última Dança (Wesley Samp) - Bravo (Guilherme Lipari e Ligia Adisaka) - Tuhú e o Andarilho do Tempo (André Vazzios) - Filhote de Mandrião (Rafael Marçal) - Mônica: Tesouros (Bianca Pinheiro) - Turma do Gabi (Moacir Torres) |